# Rivolta di Milano (1853)

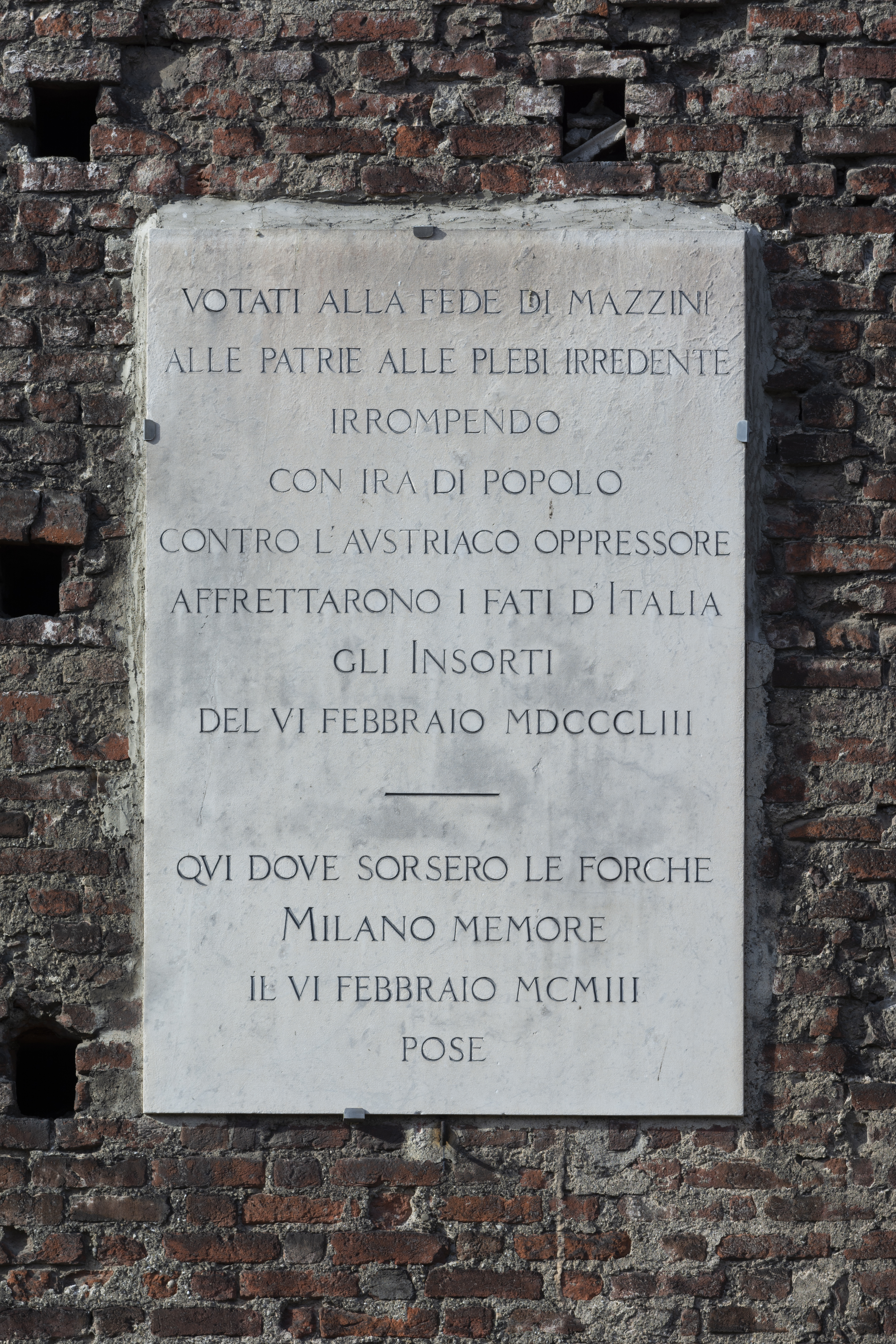
Milano, Castello Sforzesco, targa commemorativa dell'esecuzione

La rivolta di Milano del 6 febbraio 1853 è un episodio della storia del Risorgimento italiano, dove ai motivi patriottici e nazionali si associarono le prime idealità socialiste.
Questo avvenimento all'epoca ebbe vasta risonanza presso l'opinione pubblica moderata borghese, che vide in esso la necessità che il processo unitario si compisse quanto prima, mettendo ai margini sia il movimento mazziniano sia quei movimenti d'ispirazione socialista che avevano già dato prova di sé nella rivoluzione del 1848 e che ora sembravano volersi riproporre in Italia ad opera della classe operaia.

## Gli antefatti
Dopo gli eventi fallimentari della prima guerra d'indipendenza italiana nel 1848 e la continua influenza di Giuseppe Mazzini nello spronare gli italiani a proseguire la lotta per l'indipendenza, si creò anche a Milano un nuovo Comitato insurrezionale (formato da Giuseppe Piolti de Bianchi, capo civile, Eugenio Brizzi, capo militare, Fronti, logistica, Vigorelli, cassiere) che stava organizzando una nuova rivolta. Venne interpellato anche Carlo De Cristoforis, il quale, pur non credendo nella riuscita dell'operazione e pur non desiderando prendervi parte direttamente, si offrì di seguirla per evitare a sua detta "inutili spargimenti di sangue". Dello stesso parere fu Giovanni Battista Carta, da poco scarcerato dalle autorità austriache.
I rivoluzionari avevano pensato in un primo momento di approfittare del gran ballo che si sarebbe tenuto a Palazzo Marino il 31 gennaio e al quale avrebbero certamente partecipato tutti gli alti gradi dell'esercito austriaco. Si sarebbe trovato un sistema per avvelenarli tutti e in questo modo la guarnigione austriaca a Milano, rimasta senza guida, si sarebbe potuta sopraffare facilmente. A qualcuno di più buon senso il piano melodrammatico apparve irrealizzabile e dall'esito incerto, per cui fu abbandonato.
Altri avevano pensato, per accendere la miccia della rivoluzione popolare, di assassinare tre aristocratici milanesi, scegliendoli tra i personaggi più importanti tra quelli che collaboravano al servizio dell'amministrazione austriaca, in modo da suscitare la reazione del governo, che si prevedeva talmente dura da suscitare l'indignazione popolare. Ma anche di questo progetto non se ne fece nulla.
Nel frattempo i fucili promessi, che si attendevano da Genova e dalla Svizzera, non arrivarono: i mazziniani e i repubblicani fuoriusciti fecero sapere di non condividere le motivazioni politiche della insurrezione, che si decise comunque di mettere in atto confidando nella partecipazione degli operai e del proletariato milanese.

## La rivoluzione a ogni costo
Seguendo l'insegnamento di Felice Orsini che sosteneva che
all'incirca un migliaio di uomini, tra artigiani ed operai, armati solo di coltelli e pugnali, domenica 6 febbraio 1853, alle ore 16.45, diedero l'assalto ai posti di guardia e alle caserme austriache, sperando anche che i soldati ungheresi inquadrati nell'esercito austriaco si ammutinassero in nome delle loro aspirazioni all'indipendenza nazionale da Vienna e collaborassero con loro.
Ma così non fu ed anzi venne a mancare anche il promesso aiuto di un ingegnere del Municipio che, con i suoi operai addetti alla manutenzione delle strade, avrebbe dovuto aiutare gli insorti a costruire le barricate e a tagliare i tubi dedicati all'illuminazione a gas, per lasciare al buio la città.
Da Porta Romana a Piazza del Duomo, da Porta Ticinese a Porta Vercellina, gli insorti si scontrarono con la polizia e i soldati, sciamando per le strade della città in mille scontri, sperando nella collaborazione del popolo, ma rendendo così inefficace e debole la loro azione. I mazziniani milanesi, ostili all'ideologia socialista degli insorti, assistettero inerti al sanguinoso fallimento della rivolta, che si concluse il giorno dopo con i sopraggiunti rinforzi austriaci.

## L'esito della rivolta
La rivolta si concluse con un nulla di fatto. L'idea che le rivoluzioni potessero sorgere spontaneamente senza un coordinamento superiore venne definitivamente abbandonata, ma nel contempo anche i Savoia in Piemonte compresero come gli animi dei milanesi erano sempre caldi e stavano attendendo dei segnali per sollevarsi nuovamente. Una delle problematiche che portò ad un esito negativo della rivolta fu la scarsa partecipazione della borghesia milanese che, ancora impegnata a subire le conseguenze delle Cinque Giornate, preferì non venire coinvolta in questi scontri.
Tra i soldati austriaci 10 furono i morti e 47 i feriti. Furono arrestati complessivamente 895 insorti, di questi sedici furono giustiziati con l'impiccagione (venne in quest'occasione sperimentato per la prima volta il metodo del "palo" per l'impiccagione) o la fucilazione. I condannati vennero giustiziati a più riprese. L'8 febbraio:
- Antonio Cavallotti, anni 31, falegname di pianoforti, celibe.
- Cesare Faccioli, anni 42, garzone di caffè, celibe.
- Pietro Canevari, anni 23, facchino, celibe.
- Luigi Piazza, anni 29, falegname, celibe.
- Camillo Piazza, suo fratello, anni 26, stampatore di caratteri, celibe.
- Alessandro Silva, anni 32, cappellaio, coniugato.
- Bonaventura Broggini, anni 57, garzone di macellaio, celibe.
- Luigi Brigatti, anni 26, liquorista[4].

Il 10 febbraio:
- Alessandro Scannini, anni 56, maestro ginnasiale privato.
- Benedetto Biotti, anni 40, garzone falegname.
- Giuseppe Monti, anni 36, garzone falegname.

Il 14 febbraio:
- Gaetano o Girolamo Saporiti, anni 26, lavorante in pettini.
- Siro Taddei, anni 27, lattaio.

Il 17 febbraio:
- Angelo Galimberti, calzolaio.
- Angelo Bissi, facchino.
- Pietro Colla, fabbro.

Degli altri arrestati e processati, 20 furono inizialmente anch'essi condannati alla pena di morte per impiccagione ma questa venne poi commutata dall'imperatore d’Austria in 20 anni di carcere; 44 vennero condannati a 20 anni "di fortezza ai ferri" o ai "lavori forzati con ferri pesanti" a 10 anni "con ferri leggeri" (molte di queste pene vennero commutate poi a 2 anni di carcere). 185 furono i prosciolti.
La città di Milano intitolò a questo tragico evento, negli anni Dieci del XX secolo, lo slargo che si trovava allora fra la stazione di smistamento (oggi Giardino Bompiani) e la piazza d'armi (oggi CityLife); inoltre a quasi ciascuno degli insorti giustiziati furono intitolate vie nel quartiere di Baggio.

## La critica di Marx
Karl Marx, in un articolo sul New York Daily Tribune dell'8 marzo 1853, intitolato I moti di Milano, in evidente polemica con Teopompo, l'inviato di Dio, come ironicamente chiamava Mazzini, rimproverandogli la convinzione delle rivoluzioni spontanee senza un'adeguata organizzazione che aveva reso un inutile sacrificio l'eroismo degli insorti milanesi, così scriveva:
Ma le potenze reazionarie europee non illudessero se stesse: